# Grafenau (Baviera)

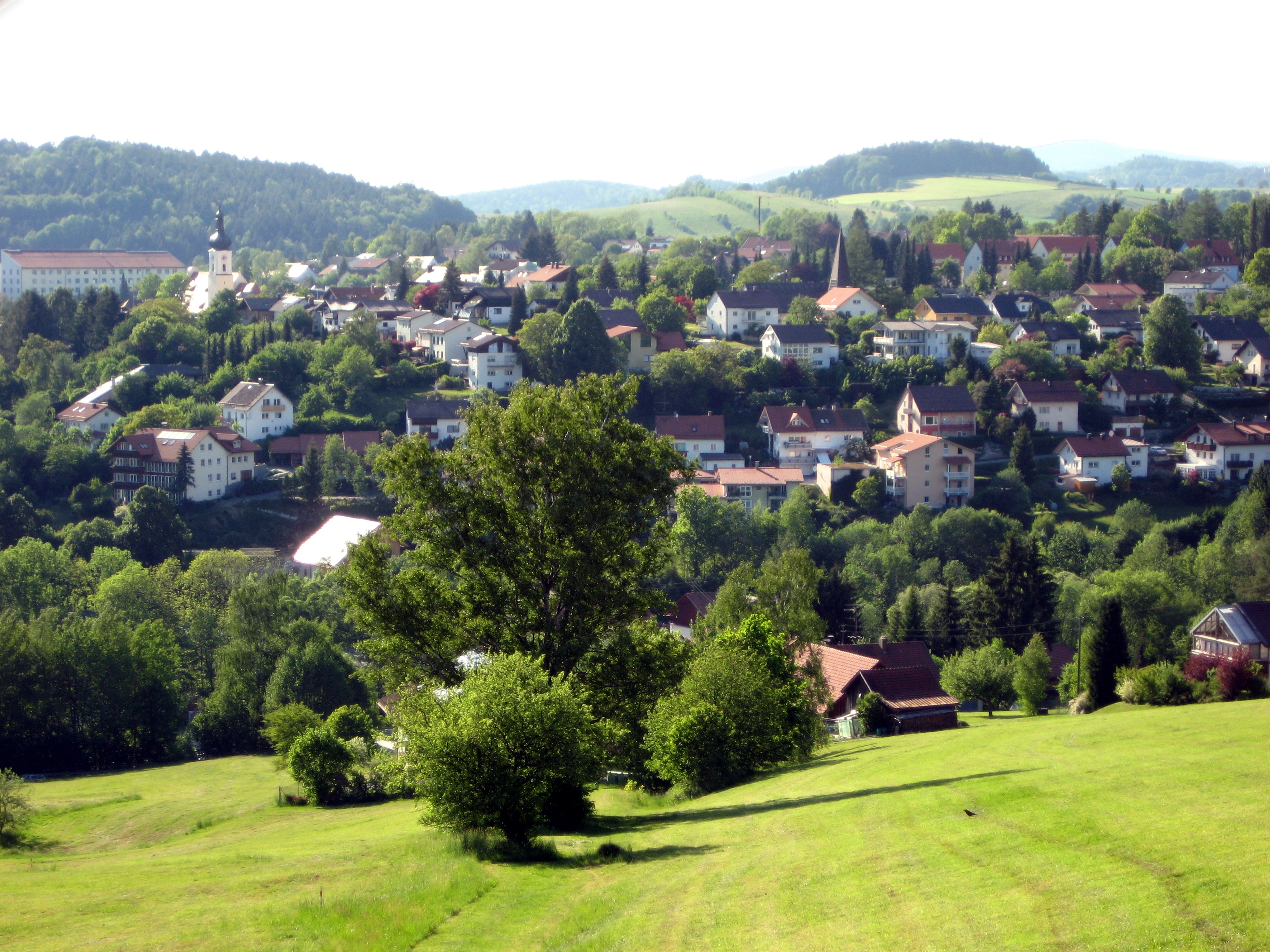
Grafenau

Grafenau è un comune tedesco di 8 829 abitanti, situato nel land della Baviera.

## Geografia fisica
La città si trova nella Foresta bavarese tra i 600 e i 700 m s.l.m., proprio a fianco del Parco Nazionale della Foresta Bavarese. Il Kleine Ohe è il fiume che scorre lungo la parte orientale e sud della città. Scorre dal 1976 in un laghetto artificiale che è utilizzato per lo sport ed il tempo libero.